# Verão (álbum de Daniela Araújo)
Verão é o primeiro extended play da cantora e compositora brasileira Daniela Araújo, lançado em junho de 2017.
O disco traz três canções gravadas para o álbum Doze (2017) em versão ao vivo, registradas em um show ocorrido no final de 2016. A produção musical ficou por conta da própria cantora em parceria com Jorginho Araújo. As faixas também foi liberadas em videoclipe no YouTube, com direção de Flauzilino Jr.
| Críticas profissionais | Críticas profissionais |
| Avaliações da crítica  | Avaliações da crítica  |
| Fonte                  | Avaliação              |
| ---------------------- | ---------------------- |
| Super Gospel           | [ 3 ]                  |

## Faixas
| N.º            | Título                 | Compositor(es)                   | Duração |  |
| 1.             | "Janeiro"              | Daniela Araújo e Dani Aguiar     | 4:34    |  |
| 2.             | "Fevereiro"            | Daniela Araújo e Jorginho Araújo | 4:21    |  |
| 3.             | "Março" (part. DJ Max) | Daniela Araújo                   | 4:36    |  |
| Duração total: | Duração total:         | Duração total:                   | 13:32   |  |